# Glissando
Um glissando (plural: glissandi; abreviado: gliss.) é uma passagem suave de uma altura a outra. É uma expressão originada da língua italiana utilizada na terminologia da música.

## Glissando vs. portamento
A diferença entre um glissando e um portamento é que no glissando a passagem de uma nota a outra é discretizada (realmente evoluída, incluindo-as ) pelas notas existentes entre as duas no piano, harpa ou instrumentos de corda com trastes. Um exemplo prático de glissando é o escorregar de um dedo pelas teclas de um piano ou pelas cordas de uma harpa de forma suave, contínua e constante. O glissando também é usado com clareza no Contrabaixo sem trastes. No violino, especialmente, o glissando é realizado pelo executante aparentemente deslizando, mas tocando todos os semitons, da nota mais alta para a mais baixa, de forma a perceber-se sutilmente todas as notas, e não apenas um deslizar contínuo. 
Veja também, portamento.